# Первомайский (Здвинский район)
Первомайский — упразднённый посёлок в Здвинском районе Новосибирской области. На момент упразднения входил в состав Верх-Урюмского сельсовета. Исключен из учётных данных в 1951 году.

## География
Посёлок располагался на юго-востоке района у гривы Орловская, в 12 км (по прямой) к юго-востоку от села Верх-Урюм.

## История
По всей видимости посёлок был основан в начале 1930-х годов как сельскохозяйственная коммуна. Действовал колхоз имени XVII Партсъезда. Упразднён в 1951 году.